# Phanaeus lecourti
Phanaeus lecourti là một loài bọ cánh cứng trong họ Bọ hung (Scarabaeidae).